# Laelio-cattleya gottoiana
Laelio-cattleya gottoiana là một loài thực vật có hoa trong họ Lan. Loài này được (hort.) Sander mô tả khoa học đầu tiên năm 1895.